# Одна из многих (мультфильм, 1927)
«Одна из многих» — советский чёрно-белый сатирический мультипликационный фильм с элементами живой съёмки 1927 года, студии «Межрабпом-Русь», высмеивающий увлечение американскими кинозвёздами. Над созданием мультфильма работали признанные мастера советской мультипликации — Николай Ходатаев и сёстры Брумберг.
Фильм находится в общественном достоянии, так как был выпущен более 70 лет назад.

## Сюжет
Молодая советская девушка, под впечатлением приезда в СССР Мэри Пикфорд и Дугласа Фэрбенкса в 1927 году, мечтает о поездке в Голливуд. Во сне её мечта сбывается. Но приключения на съёмочных площадках популярных фильмов не сулят ничего хорошего…
В своём сне девушка попадает на съёмочную площадку фильма «Одержимость» (1916), где в рупор командует режиссёр Дэвид Гриффит, а затем встречает популярных в то время голливудских знаменитостей: Чарли Чаплина, Пата и Паташона (датский дуэт комиков, на самом деле никогда не снимавшийся в Голливуде), Гарольда Ллойда, Бастера Китона (в образе пещерного человека из фильма «Три эпохи») верхом на «Динозавре Герти», героя вестернов Тома Микса, Дугласа Фэрбенкса (сначала в образе «Багдадского вора», а затем — «Гаучо») и, наконец, Мэри Пикфорд.
Во второй половине фильма главной героине строит козни Фантомас из первой экранизации Луи Фейада.

## Создатели
- Режиссёр — Николай Ходатаев.
- Сценарий — Николай Ходатаев.
- Художники — Николай Ходатаев, Валентина Брумберг, Зинаида Брумберг.
- Роль «впечатлительной девицы» исполнила Антонина Кудрявцева.

## Технология
В фильме мультипликация перемежается натурно-игровыми кадрами.

## Музыка
В мультфильме (в озвученной версии) использованы следующие композиции:
- Life Begins At Oxford Circus — Jack Hylton and His Orchestra
- Ich Bin Der Hans Im Glueck — Barnabas Von Geczy Mit Orchester
- Sie Will Nicht Blumen Und Nicht Schokolade — Benny De Weille
- La Cucaracha — Harry Roy
- Bubbling over with Love — Джаз-оркестр
- Bitte, Bitte, Bitte — Barnabas
- Schabernack — Will Glahe Und Sein Musette-Orchester
- Diga Diga Doo — Duke Ellington

## Интересные факты
- Фильм обыгрывает посещение Москвы Дугласом Фэрбенксом и Мэри Пикфорд в 1926 году. В него включены кадры кинохроники этого события.
- Это один из трёх советских фильмов, снятых в то время, которые обыгрывают тему «пикфордизации» в СССР — наряду с фильмом «Поцелуй Мэри Пикфорд» Сергея Комарова и фильмом «Багдадский вор» Евгения Гурьева — пародией на одноимённую картину с участием Дугласа Фербенкса[3].
- В 1977 году начались съёмки фильма режиссёра Владимира Левина «Пионерка Мэри Пикфорд» о советской школьнице, желающей стать похожей на Мэри Пикфорд и сниматься в кино. Работа над фильмом вскоре была остановлена по идеологическим причинам и возобновилась только после распада СССР. Фильм вышел на экраны в 1995 году[4].